# بلاك كيوب
بي سي الإستراتيجية المحدودة (بالإنجليزية: .B.C Strategy Ltd) المعروفة بالإسم التجاري بلاك كيوب (بالإنجليزية: Black Cube) (بالعبرية: בלאק קיוב) هي شركة استخبارات خاصة للشركات تباشر أعمالها من لندن وتل أبيب ومدريد. تأسست الشركة في عام 2010 من قبل دان زورلا (بالعبرية: דן זורלא) وآفي يانوس (بالعبرية: אבי ינוס)، ضابطين سابقين في الاستخبارات الإسرائيلية. ومن بين موظفيها أعضاء سابقون في شعبة الاستخبارات العسكرية الإسرائيلية، الموساد. وكثيرا ما دعمت الشركة أنشطة الجيش الإسرائيلي.
تقدم بلاك كيوب معلومات استخبارية وأدلة وخدمات استشارية في قضايا الجرائم القانونية المتعددة التخصصات وقضايا جرائم ذوي الياقات البيضاء. كشفت بلاك كيوب عن عمليات الاحتيال والرشوة وغسيل الأموال والفساد وتبديد الأصول في العديد من الشركات. وذلك في العديد من الدول منها إيطاليا وبنما والمكسيك.
أدت أعمال الشركة إلى عدد من الخلافات الدولية. في رومانيا، أدين اثنان من موظفيها بتهم جنائية تشمل التحرش والقرصنة ولكن تم تبرئتهم فيما بعد. عملت الشركة على التشهير بسمعة النساء اللواتي أتهمن هارفي واينستين بالعنف الجنسي وكذلك الصحفيين الذين يغطون أخبارهم.

## تاريخ الشركة

### 2011 - 2015
ابتداءً من عام 2011، قدمت بلاك كيوب خدمات استخباراتية إلى فنسنت تشنغويز في عدد من القضايا، بما في ذلك قضية تشنغويز ضد مكتب مكافحة الاحتيال البريطاني، حيث تم اعتقاله كجزء من تحقيق مكتب مكافحة جرائم الاحتيال SFO في انهيار بنك كاوبثينج الآيسلندي. قامت بلاك كيوب بالكشف عن شبكة العلاقات المحيطة بانهيار البنك، واثارت جدلا كبيرا حول الاعتقالات وأوامر التفتيش التي قام بها المكتب، مما تسبب في إعلان القاضي أن تصرفات مكتب مكافحة جرائم الاحتيال ضد فنسنت تشنغويز غير قانونية في عام 2013.
في عام 2013، رفعت بلاك كيوب دعوى قضائية في بريطانيا ضد تشنغويز بسبب الفواتير غير المدفوعة وخرق بنود العقد. قام هو أيضاً، برفع دعوى قضائية في إسرائيل ضد بلاك كيوب، مدعيا أن الفواتير مزورة، وهو ادعاء نفته بلاك كيوب. وتم إسقاط الدعاوى في اتفاقية تسوية فيما بعد، والتي لم يتم الكشف عن تفاصيلها.
في عام 2014، تعاقد رجل الأعمال الإسرائيلي نوحي دانكنر مع بلاك كيوب لفحص قرار المحكمة بمنح السيطرة لموتي بن موشيه على شركة آي دي بي القابضة المحدودة. قامت بلاك كيوب بالتحقيق في مصادر رأس مال بن موشيه، وكشفت عن تواطؤ السلطات التنظيمية الألمانية من خلال تحقيق تقوم به عبر شركة Extra Energy التابعة لبن موشيه، واستطاعت التوصل لشاهد لديه أدلة على غسيل الأموال والتهرب الضريبي من قبل بن موشيه مما ادى الي اسقاط الحكم.
في عام 2015، ساعدت بلاك كيوب رجل الأعمال التايواني نوبو سو، مالك شركة الشحن TMT، في الحصول على إذن لاستئناف حكم صدر ضده في عام 2014 لصالح شركة لاكاتاميا للشحن الذي أدين فيه سو بمبلغ 47 مليون دولارًا تقريبًا. قدمت بلاك كيوب معلومات استخباراتية إلى الفريق القانوني لشركة سو تبين أن 20% من المبلغ موضع القضية كان مستحقًا لشركة تسمى «سلاجن للشحن»، والتي أوقفت عملياتها في وقت تقديم الإدعاء، مما جعلها غير قادرة على التصرف كمدعي، مما تسبب في قبول الاستئناف.

### 2016 - 2017
في أبريل 2016، تم إلقاء القبض على اثنين من موظفي الشركة، وإدانتهم لاحقًا، في بوخارست للإشتباه في التجسس والتنمر الإلكتروني ضد رئيسة مديرية مكافحة الفساد في رومانيا لورا كودروكا كوفيسي، وأشخاص مقربين منها. بعد صدور الحكم، توصلت الشركة إلى اتفاق مع السلطات الرومانية وتم الإفراج عن الموظفين وإعادتهما إلى إسرائيل بعد بضعة أشهر. أثناء الاعتقال، نفت بلاك كيوب ارتكاب أي مخالفات من قبل موظفيها، وصرحت بإنهم كانوا يعملون بموجب عقد لصالح إحدى الجهات السياسية في بوخارست وأن جميع موظفي الشركة يتبعون القانون المحلي، وأن الاتهامات الموجهة ضدهم لا أساس لها من الصحة. تم التعاقد مع بلاك كيوب لمساعدة محاجر كفار جلعادي في نزاعهم الذي حظي بتغطية إعلامية كبيرة مع شركة سيزار ستون. قامت شركة بلاك كيوب بتسجيل محادثة لأحد مهندسي شركة سيزار ستون عن الخلاف القائم بين الجانبين أثناء رحلة جماعية بالدراجة الهوائية في كفر جلعادي. أعترض المهندس خلال المحادثة على الادعاءات التي قدمتها شركة سيزار ستون في في قضيتها ضد كفر جلعادي. بعد تقديم ذلك التسجيل للمحكمة أمر القاضي بوعز أوكون شركة سيزار ستون بدفع أكثر من 14 مليون دولار كتعويض لكفار جلعادي بعد ست سنوات من المداولات.
في عام 2016، شاركت بلاك كيوب في فضح العديد من الأحكام القضائية في إيطاليا التي صدرت مقابل رشوة بقيمة 2 مليار يورو بين شركة AmTrust و شخص إيطالي يُدعى أنطونيو سوما اعترف سوما لبعض وكلاء الشركة السريين بأنه يستطيع التحكم في هيئة القضاء، وأن لديه اتفاقا على دفع 10٪ لرئيس هيئة التحكيم عن الأموال يحكم بها القاضي لصالحه. نتيجة لذلك، تم فصل القاضي وفي يوليو 2016، توصل الجانبان إلى تسوية بشأن إجمالي 60 مليون يورو بدلاً من المطالبة الاساسية البالغ قدرها 2 مليار يورو.
في عام 2016، تم تعيين بلاك كيوب من قبل رامي ليفي، مالك رامي ليفي تشين ستورز هاشكما للتسويق الذي يعتبر بطلًا للأسعار المنخفضة في إسرائيل، للتحقق من شكوكه بأنه كان مستهدفًا من قبل منافس له في حملة إعلامية سلبية. قدمت بلاك كيوب إلى ليفي دليلاً على أن وكيل العلاقات العامة الذي عمل لصالح منافسه - وهي سلسلة سوبر ماركت تدعى فيكتوري - كشف عن تفاصيل حملة التشهير التي نفذوها بهدف الإضرار بسمعة ليفي العامة. استخدم ليفي فيما بعد هذا الدليل في دعوى قضائية ضد منافسه.
في عام 2016، استعانت شركتي الستوم وAfcon ببلاك كيوب لمساعدتهم في نزاعهم ضد شركة خطوط السكك الحديدية الإسرائيلية حيث تم إرساء عطاء مقدم من الثلاث شركات على شركة SEMI الاسبانية. قدمت بلاك كيوب تسجيلات لمسؤولين من شركة سكة حديد إسرائيل يناقشون حقيقة الأعطال المفتعلة التي حدثت أثناء تقديم المناقصات. بناءً على ذلك، أصدرت المحكمة العليا في إسرائيل في يناير 2018 اتفاقية حل وسط يتم بموجبها تقسيم العمل في السكك الحديدية بين الشركات الثلاث، وأن قيمة الأعمال الخاصة بكل من Alstom وأن نصيب عملاء بلاك كيوب من الأعمال سيقدر بقيمة 580 مليون شيكل كتعويض بعد أن خسروا العطاء من البداية.
في عام 2017، رفعت شركة Gefen Biomed دعوى قضائية بقيمة 60 مليون شيقل تزعم أن رائد الأعمال موشيه (موري) أركين وآخرين ضللوا أو خدعوا مساهمي الأقلية عن عمد في شركة cCam Biotherapeutics. تستند الدعوى القضائية إلى أدلة جمعتها شركة بلاك كيوب، التي أجرت مقابلات مسجلة مع شخصيات في مناصب مهمة داخل cCam أثبتت أنها محاولة متعمدة ومنهجية لإخفاء محادثات البيع مع شركة ميرك اند كو مقابل ما يصل إلى 625 مليون دولار.
في نوفمبر 2017، ذكر رونان فارو في صحيفة نيويوركر أن المدير التنفيذي السينمائي هارفي وينشتاين استأجر بلاك كيوب من أجل وقف نشر مزاعم الإساءة ضده. باستخدام هويات مزيفة، قام محققون يعملون بشكل خاص من بلاك كيوب بتعقب والتعرف على الصحفيين والممثلات، ولا سيما روز ماكجوان، التي اتهمت واينستين علانية بالاغتصاب. على مدار عام، عمل وينشتاين مع بلاك كيوب ووكالات أخرى «تستهدف، أو تجمع معلومات عن عشرات الأفراد، وتجمع ملفات تعريف نفسية تركز أحيانًا على تاريخهم الشخصي أو الجنسي.» استخدمت إحدى موظفي بلاك كيوب وهي ستيلا بن بوشناك، اسماً مستعاراً ولعبت دور داعمة لحقوق المرأة وأظهرت اهتمامها بتعيين ماكجوان في خطاب عشاء رسمي، مما مكنها من تسجيل اعترافات ماكجوان سراً. اعتذرت شركة بلاك كيوب عن تولي القضية في نوفمبر 2017. اعتبارًا من عام 2019، كان المدعون الفيدراليون في مانهاتن الذين يحققون مع وينشتاين يحققون في أنشطة بلاك كيوب حيث أضاف إدراج علاقات وينشتاين مع بلاك كيوب عنصرًا غير معروف سابقًا إلى التحقيق وعمل على زيادة المخاطر القانونية التي كان يواجهها بالفعل؛ وظلت دعوى الابتزاز المنفصلة التي رفعها وينشتاين ضده ماكجوان قائمة. أثناء محاكمة وينشتاين في شهر يناير لعام 2020 بتهمة الاعتداء في مانهاتن، تم استخدام تقارير بلاك كيوب من خلال هيئة المحلفين.
وفقًا لصحيفة نيويورك تايمز، أنشأت بلاك كيوب شركة توظيف وهمية في نوفمبر 2017 وارسلت موظفًا سابقًا في إحدى شركات صناديق التحوط إلى لندن لإجراء مقابلات عمل مزيفة، من أجل الحصول على معلومات خاصة حول إحدى الشركات. حيث يُطلب من المحققين الخاصين في ولاية نيويورك الحصول على ترخيص من أجل مزاولة المهنة كمحقق خاص، لكن وفقا لصحيفة نيويورك تايمز لم يتم العثور على أية تراخيص لصالح شركة بلاك كيوب ورفضت الشركة التعليق على ذلك.

### 2018 - الوقت الحاضر
في مايو 2018، تم الكشف عن أن مساعدي الرئيس الأمريكي دونالد ترامب قد تعاقدوا مع بلاك كيوب للعثور على أدلة لدعم الادعاءات الكاذبة التي لا أساس لها من أن مسؤولي إدارة أوباما السابقين مثل كولين كال وبن رودس يتم دعمهم من قبل الجماعات الإيرانية وكشف حقيقة خيانتهم لزوجاتهم. كان الهدف هو البحث عن معلومات ضارة عن مسؤولي إدارة أوباما السابقين ومساعدة إدارة ترامب على الخروج من الاتفاق النووي مع إيران. رداً على ذلك، زعمت شركة بلاك كيوب أنه لا علاقة لها بإدارة ترامب أو مساعدي ترامب أو بالاتفاق النووي الإيراني. في أغسطس 2018، ربطت صحيفة النيويوركر أبحاث بلاك كيوب بمذكرة تم تعميمها في البيت الأبيض في عهد ترامب في أوائل عام 2017 تزعم أن مسؤولي أوباما السابقين قد تآمروا مع المراسلين «لإسقاط سياسة الرئيس ترامب الخارجية» على أمل إنقاذ قانون الرعاية الصحية الأمريكي والاتفاق النووي مع إيران. في أكتوبر 2018، كشفت صحيفة هآرتس أن أنشطة بلاك كيوب كانت تهدف إلى تتبع عمليات تحويل الأموال الإيرانية المجهولة من أجل مصادرتها والكشف عن تعاون إدارة أوباما مع إيران في انتهاك للقانون الأمريكي أو الدولي، بعد إصدار أحد المحاكم الأمريكية حكماً ضد إيران لصالح ضحايا أحد الهجمات الإرهابية.
في عام 2018، تم تعيين بلاك كيوب من قبل بنك هبوعليم لتتبع الأصول الحالية لموتي زيسر، الذي ترك وراءه ديونًا عالية للبنك. قدمت بلاك كيوب معلومات استخباراتية عن امتلاك زيسر عددًا من الأصول في أوروبا والتي تم نقل ملكيتها إلى ابنه ديفيد من خلال شبكة معقدة من الشركات الوهمية. نتيجة للمعلومات الاستخبارية التي جمعتها بلاك كيوب، حصل بنك هبوعليم على أمر قضائي يطبق تجميدًا فعليًا على جميع شركات عائلة زيسر، مما أدى إلى التوصل لتسوية مع عائلة زيسر بإعادة 95 مليون شيكل إلى البنك.
في عام 2018، دعمت بلاك كيوب حملة إعادة انتخاب فيكتور أوربان وحصلت على مكالمات هاتفية مسجلة لأفراد مرتبطين برجل الأعمال جورج سوروس الذي كان يعارض بشدة إعادة انتخاب أوربان. بحسب تصريحات تمار زاندبرغ، كانت المجر «تنفذ حملة معادية للسامية ضد سوروس» وأن بنيامين نتنياهو، بواسطة حزب الليكود الذي يترأسه لديه علاقات مع «أحزاب اليمين المتطرف في أوروبا»، قد أيد علناً حملة إعادة انتخاب أوربان المعادي للسامية. وذكرت أن دعم بلاك كيوب لأوربان هو «إحراج إسرائيلي».
في عام 2019، كشفت بلاك كيوب عن دليل على الرشوة والفساد بين المحامي جانيو ليسكيور من بنما وعدد من القضاة ورجال القانون، بمن فيهم أحد قضاة المحكمة العليا، أودين أورتيجا. تمكنت بلاك كيوب من الحصول على تسجيلات لليسكيور يعترف فيها بعلاقاته مع القضاة ومسؤولي الدولة وعناصر المافيا بالإضافة إلى قدرته على التحكم في أحكام المحكمة وتجاوز عمليات التفتيش على الأنشطة غير القانونية وتجنب دفع الضرائب.
في عام 2019، كشفت بلاك كيوب عن أصول اليعزر فيشمان المخفية التي تقدر قيمتها بحوالي 100 مليون يورو. فيشمان كان يعتبر في يوم من الأيام أحد أغنى رجال الأعمال في إسرائيل، وأعلن إفلاسه في عام 2016. اكتشفت بلاك كيوب أن فيشمان كان لديه أصول وممتلكات مخبأة في جميع أنحاء أوروبا، وخاصة ألمانيا، من خلال كيانات قانونية وأوصياء وممثلين.
في 5 أبريل 2019، أرسلت لجنة المخابرات بمجلس الشيوخ خطاب إلى والتر سوريانو، مالك شركة USG Security Limited ومقرها في بريطانيا وإسرائيل تطلب منه التواجد طواعية للمشاركة في اجتماع مغلق وتقديم وثائق تعود إلى يونيو 2015، بما في ذلك جميع اتصالاته مع بول مانافورت، مايكل فلين وثلاث شركات استخبارات خاصة وهي ويكيسترات، وبي إس واي جروب والإفصاح عن صلته بشركة أوربيس الخاصة للاستخبارات المملوكة لكريستوفر ستيل. رداً على ذلك، أنكرت بلاك كيوب أي اتصال، وذكرت أنه «لم يكن لديها ولا أي شخص يتصرف نيابة عنها أي اتصال أو تعاون مع والتر سوريانو أو أي شخص نيابة عنه».
في أكتوبر 2019، تم الكشف عن أن بلاك كيوب سجلت أدلة على الرشوة والفساد من كبار المسؤولين في شركة بيميكس المكسيكية، تم تقديم التسجيلات كجزء من دعوى قضائية أقامتها شركة Oro Negro، وهي شركة مكسيكية لحفر حقول النفط، في عام 2018، تدعي أن بيميكس دفعت Oro Negro إلى الإفلاس عندما رفضت الشركة دفع رشاوى. تقدم تسجيلات بلاك كيوب دليلًا على وجود فساد دام لفترة طويلة في أكبر مؤسسة حكومية في المكسيك، على جميع مستويات إدارة بيميكس بمن فيهم الرئيس التنفيذي ومجلس الإدارة. تم تقديم هذا الدليل بالإضافة إلى ذلك إلى وزارة العدل في تحقيقهم في ضد بيميكس.
في مايو 2020، قدمت بلاك كيوب نيابة عن Beny Steinmetz أدلة إلى محكمة نيويورك بأن الشركة البرازيلية فالي دي ريو دوسي حجبت معلومات مهمة تتعلق بترخيص تعدين في غينيا حصل عليه Steinmetz. خلال عملية استمرت أربعة أشهر، جمعت بلاك كيوب تسجيلات مع كبار المسؤولين التنفيذيين في شركة فالي، الذين اعترفوا بأن شركة فالي افترضت أن رخصة التعدين قد تم الحصول عليها بشكل غير قانوني عندما أبرموا العقد، وهو ما يتعارض مع قرار تحكيم بقيمة 1.8 مليار دولار لصالح شركة فالي.
في فبراير 2021، ضرب تسرب نفطي شواطئ البحر الأبيض المتوسط في إسرائيل لمسافة 160 كيلومتراً، مما أدى إلى إغلاق الشواطئ في جميع أنحاء البلاد. وأعلنت الوزارة الإسرائيلية لحماية البيئة أنه أسوأ كارثة بيئية في تاريخ إسرائيل. قدرت مصادر رسمية أن أكثر من 1000 طن من النفط قد تسرب حيث كان مصدر التسرب غير معروف فلم تقم أي سفينة بالتحذير من التسرب أو الإبلاغ عنه. قامت شركة بلاك كيوب بالتحقيق بصورة مجانية بالتعاون مع وزير البيئة الإسرائيلي فكشفت أن الناقلة المشتبه بها في تسريب النفط تمتلكها عائلة ملاح السورية من خلال شركات وهمية. واشتبهت السلطات الإسرائيلية بتهريب الناقلة للنفط من إيران إلى سوريا بشكل غير قانوني. ووافقت كل من إسرائيل ورئيس صندوق التعويض على أن النفط تم تفريغه عمداً في البحر أثناء عملية تنظيف براميل النفط على متن السفينة، وفقاً لبيان صدر عن الوزارة. كانت الناقلة مؤمنة لدى Islamic P&I Club (نادي الحماية والتعويض الإسلامي) الإماراتية التي تعرف بأنها الوحيدة في العالم التي ترغب في تأمين السفن الإيرانية وذلك وفق تقرير Lloyd’s List. بناءً على الأدلة التي قدمتها شركة بلاك كيوب، وافق الصندوق الدولي لتعويضات التلوث النفطي الذي يقع مقره في لندن على دفع التعويضات، كما فعل في حالات سابقة كانت فيها الدعاوى التي رفعت ضد مالك السفينة "غير قابلة للنجاح".
في عام 2024، كشفت شركة بلاك كيوب عن الفساد في صناعة صيد الحيتان في آيسلندا، وهي واحدة من بين ثلاث دول فقط في العالم لا يزال صيد الحيتان فيها قانونيًا. في أكتوبر 2024، تم التعاقد بين بلاك كيوب ومنظمة بيئية دولية فقام أحد عملاء بلاك كيوب، متظاهرًا بأنه مستثمر ثري مهتم بشراء عقارات في آيسلندا، بتسجيل محادثاته مع غونار بيرغمان وهو الرئيس السابق لجمعية صيادي حيتان المنك، وكذلك نجل يون غونارسون وهو عضو في البرلمان الآيسلاندي ووزير عن حزب الاستقلال في آيسلندا. كشف بيرغمان عن صفقة فاسدة أبرمها والده مع رئيس الوزراء ورئيس حزب الاستقلال بيارنى بينيديكتسون لتجاوز الاعتراضات وكذلك لمنح تراخيص لصيد الحيتان لصالح كريستيان لوفتسون وهو الرئيس التنفيذي والمالك الرئيسي لشركة الاستثمار الآيسلندية العملاقة Hvalur hf، والذي يُعد من أغنى الآيسلنديين وكذلك أحد أبرز صيادي الحيتان.
فتم تسجيل بيرغمان وهو يتحدث عن المصالح الشخصية والسياسية الكامنة وراء الصفقة، موضحًا أن والده تم تعيينه لمنصب في وزارة الصيد والزراعة وذلك تعويضا عن فقدانه منصبا بارزا في الحزب حيث كان يتولى سلطة منح تراخيص صيد الحيتان. فقال بيرغمان إن رئيس الوزراء نفسه لم يتمكن من تولي سلطة إصدار التراخيص بسبب علاقاته الشخصية بلوفتسون التي قد تلفت انتباه وسائل الإعلام والجماهير إليها. كما أوضح بيرغمان أن له علاقات عائلية بلوفتسون تتمكن عائلته من خلالها الاستفادة من الصفقة. وكذلك عرض بيرغمان على المستثمر المساعدة في التواصل مع شخصيات سياسية بارزة. ففي 12 نوفمبر 2024 كشفت وسائل الإعلام الآيسلندية عن هذه المحادثات فدعا نائب من حزب القراصنة إلى فتح تحقيق في هذه الصفقة الفاسدة من قبل لجنة الدستور والرقابة مما حصل على دعم الأغلبية. ومن جانبهم أعرب أعضاء حزب الاستقلال عن تأييدهم لما قام به زملاؤهم باعتباره قانونيا تمامًا. كما انتقد نواب المعارضة توقيت هذه الأعمال بينما وصفتها عناصر ناشطة بأنها إساءة واضحة لنظام الحكم مقترحة أن يقوم المفوض البرلماني بالتحقيق في هذه القضية.

## المجلس الاستشاري[65]
- مئير داغان (متوفى) - الرئيس السابق لجهاز الموساد والرئيس الفخري لشركة بلاك كيوب
- إفرايم هليفي - الرئيس السابق لجهاز الموساد، وكان أيضا رئيسا لمجلس الأمن القومي الإسرائيلي ولمركز الدراسات الإستراتيجية في الجامعة العبرية
- يوحنان دانينو - المفوض العام السابق للشرطة الإسرائيلية، وكان أيضا رئيسا لشركة مجدال للتأمين
- اللواء غيورا آيلاند - الرئيس السابق لمجلس الأمن القومي الإسرائيلي، وكان أيضا قائدا لإدارة العمليات وكذلك لشعبة التخطيط في الجيش الإسرائيلي.
- البروفيسور آشر تشلر - رئيس كلية الإدارة، المسار الأكاديمي
- العميد ماتي ليشيم  - الحاصل على جائزة الدفاع الإسرائيلية عام 1997
- ايتيئيل معيان - عضو المجلس الاستشاري للعملاء لشركة Microsoft
- المقدم جولان مالكا – النائب السابق لرئيس شركة NICE Systems

## وصلات خارجية
- الموقع الرسمي